# روتک (خاش)
 روتک، روستایی مرزی  از توابع دهستان بیلری بخش پشتکوه شهرستان خاش در استان سیستان و بلوچستان ایران است. برخی اوقات به اشتباه از آن به عنوان روتک سراوان یاد می شود.

## محصولات
محصولات عمده آن خرما می باشد به طوری که سالانه بیش از ۱۵۰ تن خرما به بازار عرضه میکند.

## جمعیت
این روستا در بخش پشتکوه قرار دارد و براساس سرشماری مرکز آمار ایران در سال ۱۳۹۵، جمعیت آن ۱۵۱ نفر (۵۸خانوار) بوده‌است.

## موقعیت جغرافیایی
این روستا از سمت شرق به مرز پاکستان، از سمت شمال به بخش ریگ ملک شهرستان میرجاوه، از سمت جنوب به شهرستان گلشن و از سمت غرب به شهرستان خاش منتهی شده است.